# Uroš Korun
Uroš Korun (Celje, 25 maggio 1987) è un calciatore sloveno, difensore del Radomlje.

## Palmarès

### Club

#### Competizioni nazionali
- Campionato polacco: 1

Piast Gliwice: 2018-2019
- Coppa di Slovenia: 1

Olimpia Lubiana: 2020-2021